# Кастелнуово ди Вал ди Чечина
Кастелнуово ди Вал ди Чечина (на италиански: Castelnuovo di Val di Cecina, в най-близък превод Кастелнуово във Валдичечина) е град и община в Италия, в региона Тоскана, провинция Пиза, в географския район Валдичечина. Населението е около 2400 души (2008).